# Katharina Sommermeyer
Katharina Sommermeyer, född 1678, död 1 april 1698, var en kvinna som brändes på bål för häxeri. Hon var den sista person som avrättades för häxeri i Braunschweig.